# ピーター・ケイティン
ピーター・ロイ・ケイティン（Peter Roy Katin, 1930年11月14日 - 2015年3月19日）は、イギリスのピアノ奏者。
ロンドンの生まれ。4歳の頃より音楽の才能を示す。当初はハーヴェイ・グレイスにピアノを師事したが、12歳で王立音楽院に入学を許され、ハロルド・クラクストンの教えを受けた。1943年から1944年までウェストミンスター寺院の合唱団にも所属した。1948年にはロンドンのウィグモア・ホールでデビューし、1958年には旧ソ連への演奏旅行を行った。1971年にはアメリカを演奏旅行している。2004年1月にウィグモア・ホールでコンサートを開いた後に演奏活動から引退した。
1956年から1959年まで母校の王立音楽院の講師を務め、1978年から1984年までウェスタンオンタリオ大学で教えた。1992年から2001年まで王立音楽大学で教鞭をとる。
サセックスにて没。